# The Kyiv Independent
The Kyiv Independent est un média ukrainien de langue anglaise. Basé à Kiev, il a été fondé fin 2021 par des membres de l'ancienne équipe du Kyiv Post.

## Historique
En novembre 2021, l’homme d’affaires Adnan Kivan a suspendu la diffusion du Kyiv Post, qu'il possédait depuis quelques années, et a licencié l'équipe de rédaction, avec laquelle il était en désaccord. Le Kyiv Post tirait à 10 000 exemplaires et revendiquait 10 millions de pages vues par an sur sa version en ligne. Il avait une ligne libérale et pro-occidentale ; il était néanmoins considéré comme un journal indépendant et une source d'informations fiable, par exemple par les ambassades, les organisations internationales et les expatriés. Une partie significative de l'ancienne équipe, ainsi licenciée, s'est lancée dans la création d'un nouveau quotidien, The Kyiv Independent, avec l'aide d'une subvention d'urgence de la Fondation européenne pour la démocratie. Un financement participatif a fourni une source de financement pour le lancement du média.
The Kyiv Independent a été remarqué pour sa couverture de l'invasion russe de l'Ukraine en 2022,. Après le début de l'invasion de l'Ukraine par la Russie en 2022, le média a vu le nombre de ses abonnés Twitter augmenter de plus d'un million.

## Partenariat avec Mediapart
Mediapart a conclu fin février 2024 un partenariat avec The Kyiv Independent. Cette collaboration se traduira notamment par des échanges d’articles.

## Membres-clés de l'équipe
Depuis le 28 janvier 2022, Oleksiy Sorokin est directeur des opérations et rédacteur en chef politique du média.
Depuis le 8 février 2022, Olga Rudenko est rédactrice en chef.